# 國防部 (摩爾多瓦)
摩尔多瓦国防部（羅馬尼亞語：Ministerul Apărării）是摩尔多瓦政府的十三个部門之一。它是负责管理摩爾多瓦共和國武裝部隊的主要执行机构。

## 背景（摩爾多瓦共和國時期）
它成立于1992年2月5日。国防部的官方旗帜于 2014年6月17日根据总统政令设立。 

## 功能
国防部目前负责履行以下职责：
- 摩尔多瓦国民军的组织和控制
- 在内阁中代表武装部队
- 向摩尔多瓦政府报告军事事务
- 执行政府和摩尔多瓦总统的军事政策
- 管理所有与军事有关的活动和军事行动
- 军队建设监督
- 通讯和运输系统的发展
- 提供军用仓库
- 军事办公室和机构的管理
- 军事院校管理
- 退役军人福利
- 为武装部队配备必要的技术
- 与外国的国防部通信

1. ↑  .   [2022-06-05]. （原始内容存档于2022-01-22）.